# Frankenberger-These
Die Frankenberger-These, auch Frankenreiter-These, ist eine in der historischen Forschung weitgehend als widerlegt geltende These, die eine jüdische Abstammung Adolf Hitlers behauptet.
Unter Berufung auf die nicht mit letzter Sicherheit geklärte Abstammung von Hitlers Vater Alois Hitler – der 1837 als unehelicher Sohn der Hausmagd Maria Anna Schicklgruber zur Welt kam – stellt die Frankenberger-These die Behauptung auf, dass der unbekannte Erzeuger von Hitlers Vater ein jüdischer Kaufmann aus Graz namens Leopold Frankenberger (oder Frankenreiter) – oder dessen jugendlicher Sohn – gewesen sei und dass Adolf Hitler demnach im Sinne der später von seinem eigenen Regime veranlassten Nürnberger Rassengesetze ein „Vierteljude“ gewesen sei.

## Herkunft der These
Die Frankenberger-These in ihrer endgültigen Form geht auf die unter dem Titel Im Angesicht des Galgens veröffentlichten Lebenserinnerungen von Hans Frank zurück. Frank, der in den späten 1920er und frühen 1930er Jahren als Hitlers Rechtsanwalt fungiert hatte, gibt dort an, dass er von Hitler 1930 den Auftrag erhalten habe, diskret den diversen damals in der Presse und Öffentlichkeit kursierenden Gerüchten nachzugehen, die eine jüdische Abstammung Hitlers behaupteten.
Bei einer eingehenden Recherche habe er, so Frank, immerhin einige Indizienbeweise zutage fördern können, die diese Gerüchte als nicht ganz abwegig erscheinen ließen: So habe Hitlers Großmutter Maria Anna Schicklgruber in den 1830er Jahren als Hausmädchen oder Köchin im Haus eines Grazer Juden namens Frankenberger gearbeitet. Hochschwanger sei sie 1837 in ihr Heimatdorf zurückgekehrt, wo der Sohn Alois zur Welt gekommen sei. Im Taufregister sei die Spalte für den Vater des Kindes zwar frei geblieben, aber immerhin habe Maria Anna Schicklgruber in den folgenden 14 Jahren finanzielle Unterstützung durch Frankenberger bezogen.
Das Archiv der Stadt Graz kam in den 1960er Jahren zu dem Ergebnis, dass der angebliche Frankenberger wahrscheinlich identisch war mit Leopold Frankenreiter: Zum einen sei in den Einwohnerlisten der Stadt Graz für den fraglichen Zeitraum kein einziger Frankenberger zu finden und zum anderen entspreche dieser Name dem Namen, den Hitlers Neffe William Patrick Hitler dem Arbeitgeber von Hitlers Großmutter zuschrieb. Frankenreiter sei allerdings nicht jüdischer Abstammung gewesen, sondern mit seiner gesamten Familie katholisch getauft gewesen. Der Name Frankenberger blieb aber auch nach dieser Richtigstellung der in der Literatur weitaus häufiger anzutreffende.
Die Tätigkeit der Großmutter in Graz 1837 ist unwahrscheinlich. Wahrscheinlicher ist eine Tätigkeit in Gratzen (heute Nové Hrady), das ca. eine Tagreise von ihrem Heimatdorf entfernt ist und wo zu dieser Zeit angeblich ein jüdischer Kaufmann namens Frankenberger gelebt habe, was aber ebenso nicht nachweisbar ist.

## Wissenschaftliche Bewertung der These
Die Stichhaltigkeit der Frankenberger-These ist in der historischen Forschung seit ihrem Aufkommen angezweifelt worden. Folgerichtig wird sie von den meisten namhaften Forschern verworfen. Dabei werden sowohl die Vaterschaft Frankenbergers als auch dessen Status als Jude in Frage gestellt.
Bereits 1956 wies Franz Jetzinger darauf hin, dass „der Name Frankenberger […] gar nicht jüdisch“ klinge und dass es daher „erst bewiesen werden“ müsse, dass Frankenberger – selbst wenn er tatsächlich der Vater Alois Hitlers gewesen sein sollte – tatsächlich Jude gewesen sei. Jetzinger betonte außerdem, dass für angebliche Alimentenzahlungen „jegliche Beweise“ fehlten. Sein Fazit lautet daher: „Franks Bericht reicht höchstens hin zum Verdacht auf jüdische Abstammung, eine Gewissheit verbürgt er nicht.“
Joachim Fest urteilte, dass „der Mangel an nachprüfbaren Belegen […] die These freilich überaus fragwürdig erscheinen“ lasse. Frank habe zwar wenig Anlass gehabt, Hitler wissentlich fälschlich jüdische Vorfahren zuzuschreiben, dennoch könne „die These der ernsthaften Erörterung kaum noch“ standhalten. Die „eigentliche Bedeutung“ der These liege „denn auch weniger in ihrer objektiven Stichhaltigkeit“. „Weit entscheidender und psychologisch von Bedeutung“ sei es gewesen, „daß Hitler seine Herkunft durch die Ergebnisse Franks in Zweifel gezogen sehen mußte. […] Adolf Hitler wußte nicht, wer sein Großvater war.“ Brigitte Hamann schrieb dagegen, „hier wolle der wütende Antisemit Frank den verhassten Juden auch noch die Verantwortung für einen angeblich jüdischen Hitler zuschieben und sie durch Gerüchte verunsichern“.
Namhafte Historiker, die die These verwerfen, sind Ian Kershaw, Robert Payne, Walter Görlitz, Anton Joachimsthaler, Christian Graf von Krockow, John Toland und Ernst Deuerlein.
Einzig jüngere Ergebnisse zu der Frage Hitlers Abstammung wurden 2009 durch den belgischen Journalisten Jean-Paul Mulders vorgelegt. Demnach besitzen Großneffen und Verwandte des Diktators laut DNA-Proben die Haplogruppe E1b1b. Die genealogische Forschung finde dieses DNA-Merkmal häufiger bei Ägyptern, Berbern, Somaliern und aschkenasischen Juden als beispielsweise bei West- und Westmitteleuropäern. Etwa 9 % der Bevölkerung Deutschlands und Österreichs wiesen diese Haplogruppe auf, von denen wiederum 80 % keine jüdischen Vorfahren hätten. Soweit sich Historiker auf Nikolaus von Preradovichs Argument berufen, dass es 1836, in dem Jahr der Zeugung von Hitlers Vater Aloys Schicklgruber, keine Juden in Graz gegeben habe, wies Leonard Sax aufgrund von neueren Forschungsergebnissen darauf hin, dass diese Annahme wahrscheinlich unzutreffend ist, und regte weitere Untersuchungen hierzu an.

## Verwendung der These in Verschwörungstheorien und antisemitischer Propaganda
Abseits der seriösen historischen Forschung ist die „Enthüllung“ der „jüdischen Abstammung“ Hitlers bis in die Gegenwart immer wieder durch Publikationen mit populärwissenschaftlichem, verschwörungstheoretischem oder sensationslüsternem Einschlag aufgegriffen worden. Charakteristisch für diese in ihrer breiten Fülle kaum überschaubare Literatur ist, dass sie seit Jahrzehnten bekanntes Quellenmaterial, insbesondere die Kolportierungen Franks, als neue Erkenntnisse darzustellen versucht und dabei die kontinuierlich und nahezu einhellig skeptisch-ablehnende Rezeption durch die führenden Hitler-Biografen unerwähnt lässt.
Der amerikanische Fernsehprediger John Hagee behauptete im März 2003, wenige Tage vor Beginn des Irakkrieges, dass der Antichrist zumindest teilweise jüdisch sein werde und verwies dabei auf Hitler als vermeintliches Beispiel.
Im Mai 2022 benutzte der russische Außenminister Sergei Lawrow die These im Zusammenhang mit der als Begründung für den Überfall auf die Ukraine angeführten Behauptung, die ukrainische Regierung unter dem jüdischen Präsidenten Wolodymyr Selenskyj sei „nazistisch“, und behauptete: „Wie kann es eine Nazifizierung geben, wenn er Jude ist? Ich kann mich irren. Aber Adolf Hitler hatte auch jüdisches Blut. Das heißt überhaupt nichts. Das weise jüdische Volk sagt, dass die eifrigsten Antisemiten in der Regel Juden sind.“